# Hexapod

Typische Konfiguration eines Hexapods als Plattform, welche über Kreuzgelenke mit sechs Linearantrieben verbunden ist

Triglide (Animation)

Ein Hexapod (Hexa griech.: Sechs, Pod von πούς, ποδός (poús, podós) griech.: Fuß) ist eine räumliche Bewegungs-Maschine mit sechs Antriebselementen.

## Ausgestaltung
Ein Hexapod ist eine spezielle Form einer Parallelkinematikmaschine, die über sechs Beine veränderlicher Länge verfügt. Die typische Konstruktion des Hexapods ermöglicht eine Beweglichkeit in allen sechs Freiheitsgraden (drei translatorische sowie drei rotatorische). Durch die parallele Anordnung der Antriebe besitzen Hexapode verglichen mit seriellen Robotern ein besseres Verhältnis von Nutzlast zu Eigengewicht.

## Geschichte
Bis vor wenigen Jahren herrschte die Meinung, das Konzept des Hexapods sei zuerst von D. Stewart im Jahr 1965 vorgestellt worden. Daher rührt auch die verbreitete Bezeichnung Stewart-Plattform. Eine andere Veröffentlichung zum Thema ist jedoch wesentlich älter und stammt von Eric Gough, weshalb der Hexapod inzwischen auch als Stewart/Gough-Plattform bezeichnet wird. Eric Gough soll den ersten Hexapoden bereits in den 1950er Jahren gebaut haben. Ein weiterer Name im Zusammenhang mit der Entwicklung des Hexapoden ist Klaus Cappel, der im Jahr 1962 seinen ersten Hexapoden baute.

## Einsatz
In verschiedenen Konfigurationen kommen Hexapode regelmäßig für besondere Zwecke zum Einsatz:
- Aktuatorischer Antrieb von Fahr- und Flugsimulatoren
- Montierung von Teleskopen, siehe Hexapod-Teleskop
- in der Robotik
- in der Medizintechnik, z. B. als Bestrahlungstisch bei der Tumorbehandlung oder in der Sprunggelenkchirurgie das Taylor Spatial Frame
- Als Grundelement in Werkzeugmaschinen, besonders beim Zerspanen komplexer Geometrien und Freiformflächen

Besonders bei Bewegungssimulationen ist die hohe Dynamik und die einfache Statik von Hexapoden eine ideale Konstruktion.

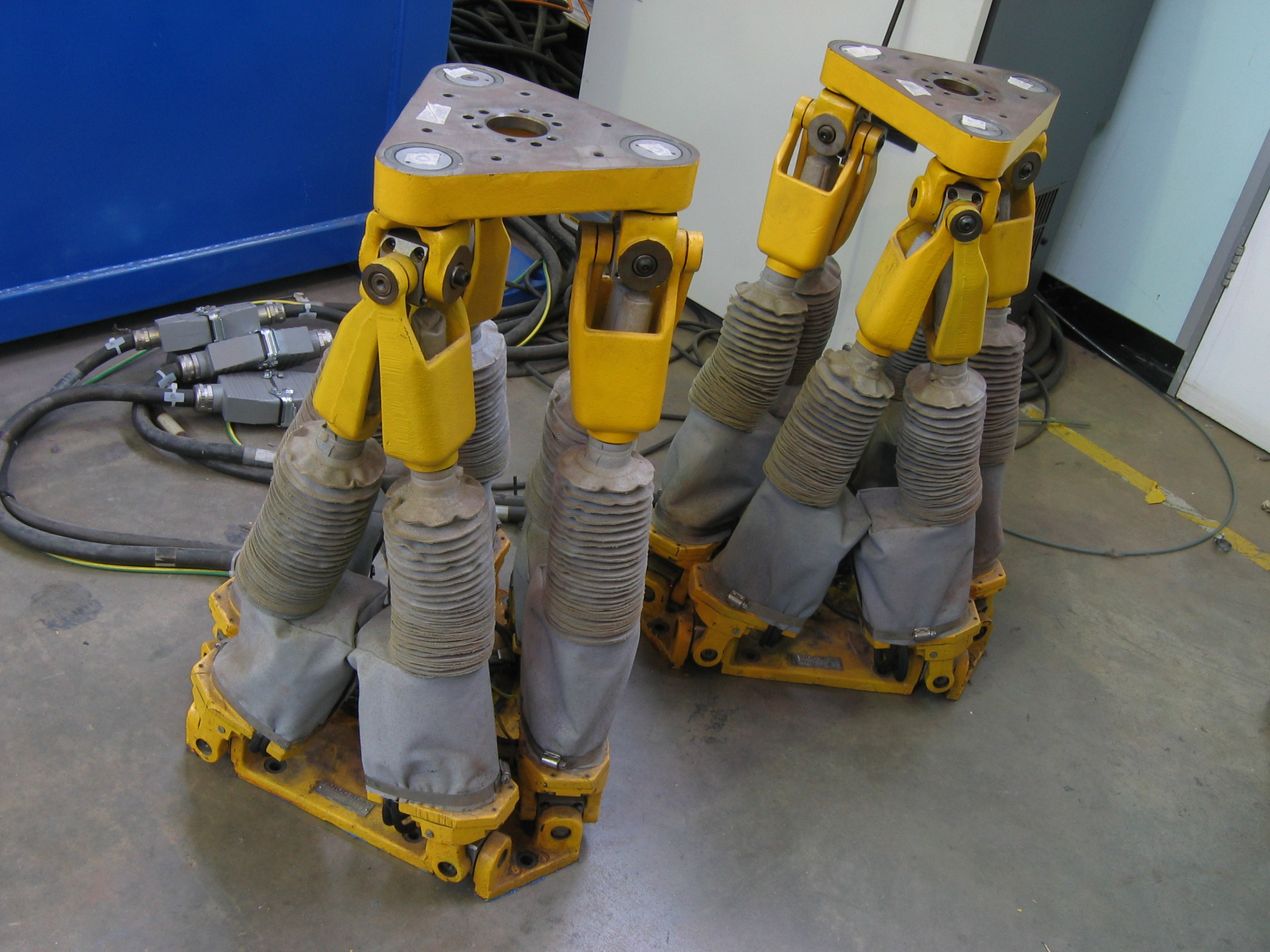
Zwei Hexapods
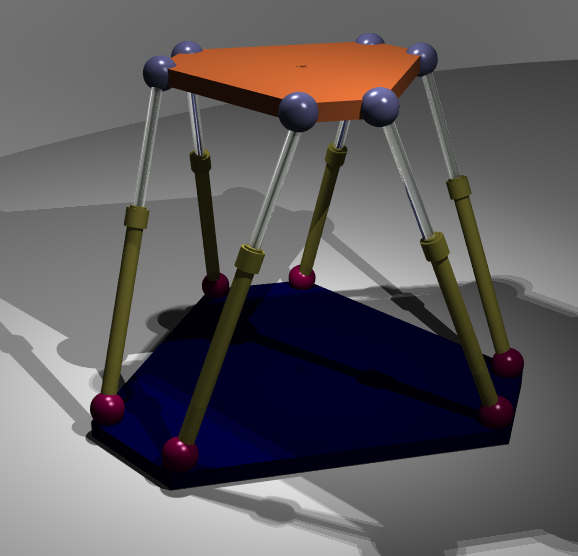
Hexapod (raytraced)
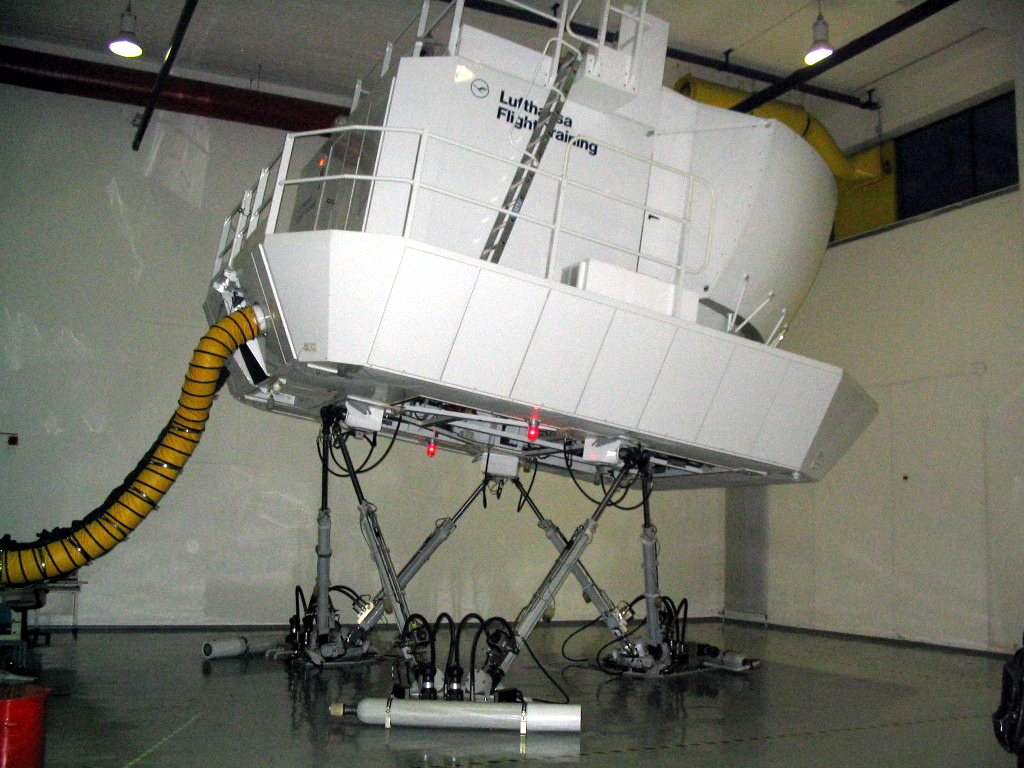
Flugsimulator auf einem Hexapod
- Das Ampelmann system verwendet ein Hexapod für eine Gangway, um den Seegang auszugleichen. Dies erleichtert den Zugang zu Offshorebauwerken.
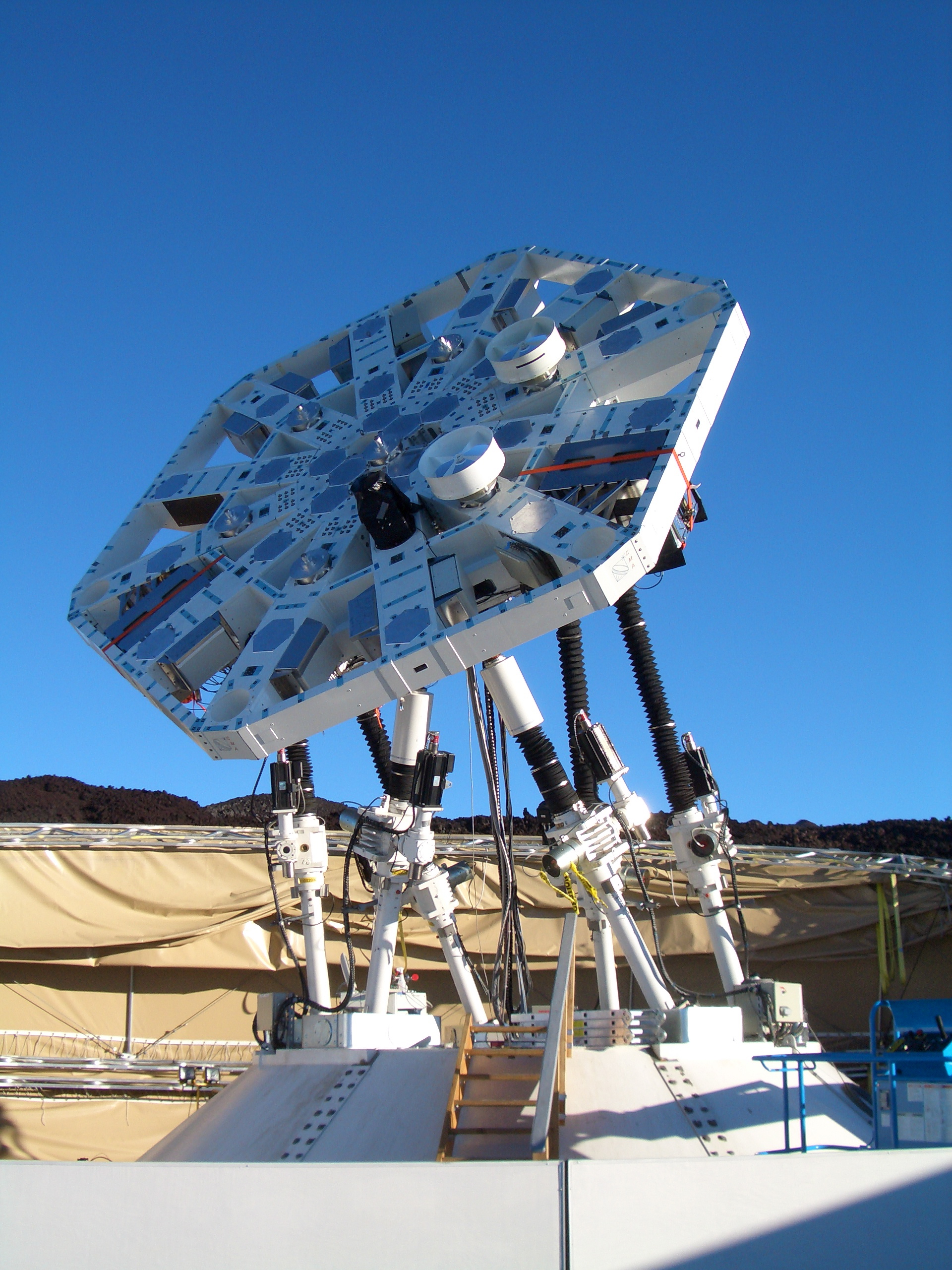
AMiBA-Radioteleskop
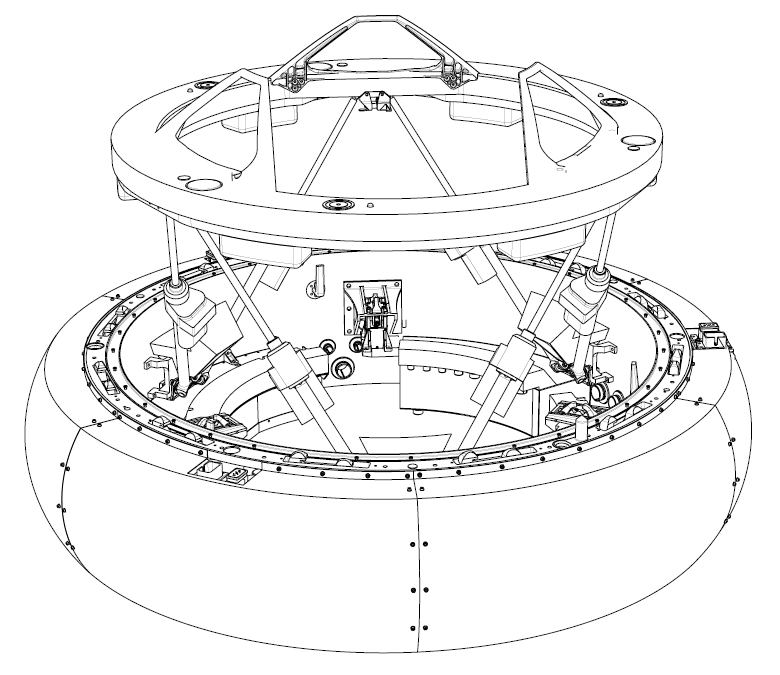
Aktiver Teil des NASA Docking Systems
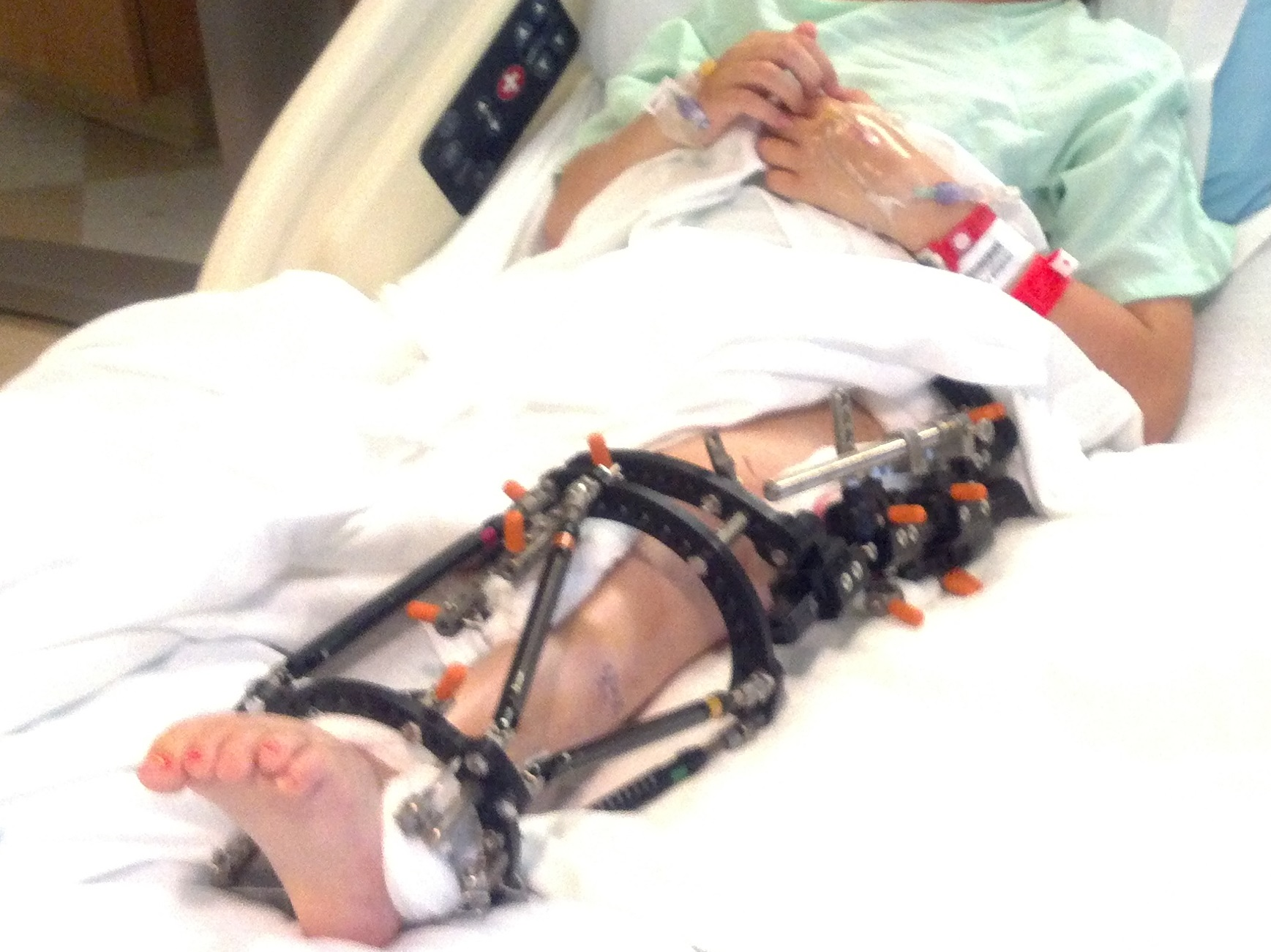
Taylor Spatial Frame
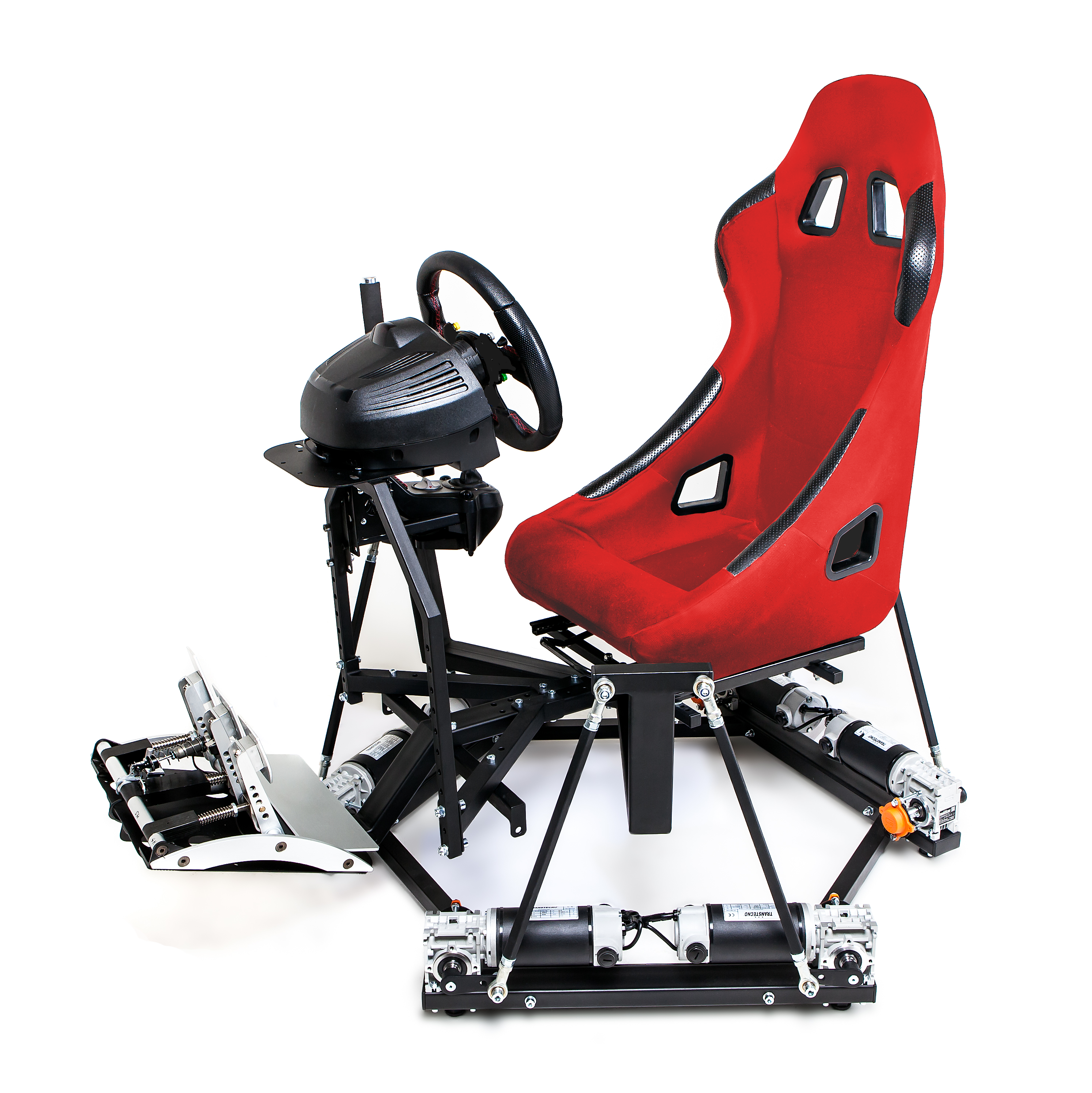
Bewegungssimulator für Autorennen

## Anwendungsforschung
Wegen der besonderen Kinematik (Parallelkinematik) ist das Konstruktionsprinzip von Hexapoden grundsätzlich sehr interessant für den Einsatz bei Robotern, bzw. speziellen Industrierobotern und Werkzeugmaschinen. Solche Systeme gibt es von vielen Herstellern und in der Grundlagenforschung seit über 20 Jahren. Bis heute findet aber kein nennenswerter Einsatz in der Produktion statt, die traditionell von Maschinen mit serieller Kinematik dominiert wird. Als spezielle Vor- und Nachteile sind abzuwägen:
| Vorteile: |
| --- |
| Hohe Dynamik und geringe bewegte Massen. Daraus folgen hohe Beschleunigungen und Endgeschwindigkeiten (Eilgang) und eine entsprechend schnellere Werkstückbearbeitung bzw. -Manipulation. |
| Positioniergenauigkeit ist bei einer Parallelkinematik grundsätzlich besser, da sich Positionsfehler der Achsen nicht – wie bei einer seriellen Kinematik – aufsummieren und die Steifigkeit höher ist. |
| Hohe Beweglichkeit. Der Freiheitsgrad des Werkzeugs bzw. der Werkzeugaufnahme erreicht fast kugelförmig 5-Seiten. |
| Nachteile: |
| Durch die räumliche Aufspannung der Hexapodenkonstruktion ergibt ein Einsatz bei Robotern, im Vergleich zur häufigsten Bauform als vielgelenkiger, einzelner Arm (z. B. KUKA Roboter), eine sehr eingeschränkte Beweglichkeit zwischen und besonders auch in anderen Maschinen (z. B. Entnahme eines Schmiedewerkstücks aus einer Presse). Aus dem gleichen Grund benötigt eine Hexapodenkonstruktion bei Werkzeugmaschinen einen im Vergleich erheblich größere Aufstellfläche. |
| Höherer Steuerungsaufwand (Software & Hardware) durch die komplexere Kinematik (6 immer gleichzeitig aktive Vorschubbaugruppen). |